# Jean-Claude Mochet
Jean-Claude Mochet (1600? - 1660?) est un historien de langue française natif d'Aoste.

## Biographie
Sa vie est mal connue : il semble être né à la fin du XVIe siècle ou au début du XVIIe siècle et serait mort entre 1656 et 1667. Il est décrit comme le fils d'un notaire et le petit-fils d'un rédacteur du Coutumier de 1573, Bonaventure-Philibert Bornyon.
Écrivain baroque, numismate, épigraphiste, héraldiste et historiographe teinté d'humanisme, il fut le premier à décrire avec une telle précision l'histoire de la Vallée d'Aoste.
Il fut à l'origine d'une longue et glorieuse tradition d'érudition locale dont descendent Jean-Baptiste de Tillier, Jean-Jacques Christillin, Jean-Antoine Gal et bien d'autres.

## Postérité
Une rue d'Aoste porte son nom.

## Publications
- Porfil historial et diagraphique de la très antique cité d'Aouste, Aoste (Archives historiques régionales),1968.